# Supercoppa di Germania 1996
La Supercoppa di Germania 1996 (ufficialmente DFB-Supercup 1996) è stata la decima edizione della Supercoppa di Germania.
Si è svolta il 3 agosto 1996 al Carl-Benz-Stadion di Mannheim tra il Borussia Dortmund, vincitore della Bundesliga 1995-1996, e il Kaiserslautern, vincitore della Coppa di Germania 1995-1996.
A conquistare il titolo è stato il Borussia Dortmund che ha vinto ai rigori dopo l'1-1 dei tempi regolari e supplementari.

## Partecipanti
| Squadre           | Qualificazione                              | Partecipazioni precedenti (il grassetto indica la vittoria) |
| ----------------- | ------------------------------------------- | ----------------------------------------------------------- |
| Borussia Dortmund | Vincitore della Bundesliga 1995-1996        | 2 (1989, 1995)                                              |
| Kaiserslautern    | Vincitore della Coppa di Germania 1995-1996 | 2 (1990, 1991)                                              |

## Tabellino
| Arbitro: | Best (Kämpfelbach) |

|                                          |                      |                                       |
| Wolters 66’                              | Marcatori            | 55’ Wagner                            |
| Reuter Möller Chapuisat But Zorc Weiland | Tiri di rigore 4 – 3 | Wagner Kuka Schäfer Ratinho Lutz Roos |

| Borussia Dortmund | Kaiserslautern |

### Formazioni
| Borussia Dortmund: |    |                     |  |     |
|                    |    |                     |  |     |
| P                  | 1  | Stefan Klos         |  |     |
| D                  | 6  | Matthias Sammer (c) |  | 91’ |
| D                  | 15 | Jürgen Kohler       |  | 60’ |
| D                  | 17 | Jörg Heinrich       |  |     |
| C                  | 21 | Carsten Wolters     |  |     |
| C                  | 7  | Stefan Reuter       |  |     |
| C                  | 8  | Michael Zorc        |  |     |
| C                  | 10 | Andreas Möller      |  |     |
| C                  | 24 | Dennis Weiland      |  |     |
| A                  | 9  | Stéphane Chapuisat  |  |     |
| A                  | 18 | Lars Ricken         |  | 71’ |
| Sostituzioni:      |    |                     |  |     |
| D                  | 20 | Günter Kutowski     |  | 60’ |
| C                  | 29 | Vladimir But        |  | 71’ |
| C                  | 27 | Dennis Vogt         |  | 91’ |
| Allenatore:        |    |                     |  |     |
| Ottmar Hitzfeld    |    |                     |  |     |

| Kaiserslautern: |    |                   |  |     |
|                 |    |                   |  |     |
| P               | 1  | Andreas Reinke    |  |     |
| D               | 6  | Andreas Brehme    |  | 99’ |
| D               | 24 | Harry Koch        |  |     |
| D               | 20 | Roger Lutz        |  |     |
| C               | 2  | Frank Greiner     |  |     |
| C               | 4  | Axel Roos         |  |     |
| C               | 19 | Oliver Schäfer    |  |     |
| C               | 7  | Uwe Wegmann       |  | 91’ |
| C               | 8  | Martin Wagner (c) |  |     |
| A               | 11 | Olaf Marschall    |  | 91’ |
| A               | 9  | Pavel Kuka        |  |     |
| Sostituzioni:   |    |                   |  |     |
| C               |    | Andreas Broß      |  | 91’ |
| C               | 17 | Ratinho           |  | 91’ |
| A               | 18 | Jürgen Rische     |  | 99’ |
| Allenatore:     |    |                   |  |     |
| Otto Rehhagel   |    |                   |  |     |